# Projet Hyperion

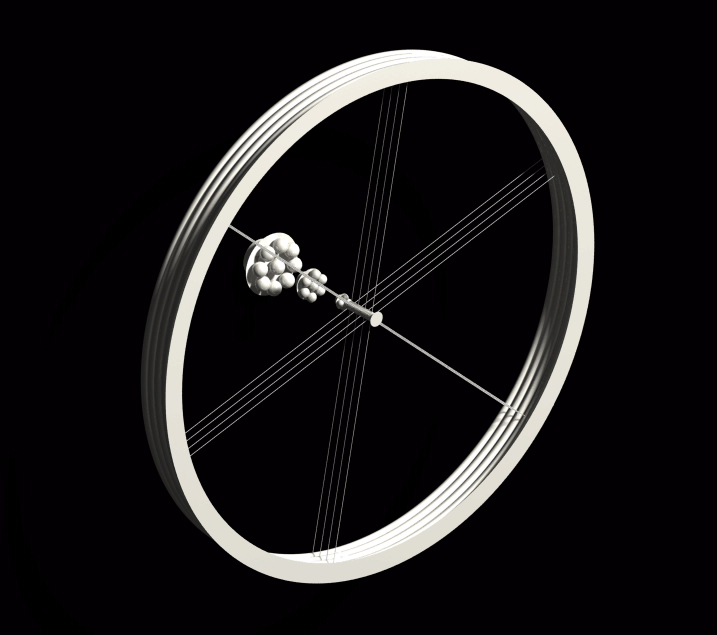
Vaisseau de génération basé sur Stanford Torus, proposé par le projet Hyperion

Le projet Hyperion, lancé en décembre 2011 par Andreas M. Hein est un projet visant à réaliser une étude préliminaire définissant des concepts intégrés pour un vaisseau spatial interstellaire avec équipage ou vaisseau de génération . L’étude vise à fournir une évaluation de la faisabilité d’un vol interstellaire habité en utilisant les technologies actuelles et à court terme,,.
Le projet a permis de produire des résultats significatifs, notamment une évaluation des architectures de vaisseaux générationnels et une estimation de la taille optimale de la population nécessaire pour des missions spatiales de longue durée,,,. Ces travaux ont été présentés dans la série télévisée Rendezvous with the Future (BBC/Bilibili), ainsi que dans des ouvrages de vulgarisation scientifique et des œuvres artistiques.
Les membres de l'équipe ont présenté leurs résultats lors de l'atelier interstellaire de l'ESA en 2019 ainsi que dans la revue Acta Futura de l'ESA,,,.
En 2024, un concours de design multidisciplinaire combinant architecture, ingénierie et sciences sociales a été lancé,,,.